# فيك جاتو
فيك جاتو (بالإنجليزية: Vic Gatto)‏ هو لاعب كرة قدم أمريكية أمريكي، ولد في 23 أبريل 1947.

## وصلات خارجية
- فيك جاتو على موقع IMDb (الإنجليزية)
- فيك جاتو على موقع قاعدة بيانات الفيلم (الإنجليزية)